# 質數階乘質數
質數階乘質數（又稱素數階乘質數或質數階乘素數）是和某个質數階乘相邻的質數，即它是某个質數階乘的增一或減一。
pn的質數階乘記作pn#。
pn# − 1是質數，對n = 2, 3, 5, 6, 13, 24, ... （OEIS數列A057704）
pn# + 1是質數，對n = 1, 2, 3, 4, 5, 11, ...（A014545）
前幾個質數階乘質數是：
3, 5, 7, 29, 31, 211, 2309, 2311, 30029, 200560490131, 304250263527209
截至2022年，已知的最大质数阶乘质数是 3267113#-1 ，它有 1418398 位数，由PrimeGrid发现。已知的最大的形如 n#+1 的质数阶乘质数是 392113#+1 ，它有 169966 位数，由Daniel Heuer发现。

質數階乘質數也能用來證明質數是無限的。
首先，假設前n個質數是唯一存在的質數。如果pn# + 1或pn# − 1是質數階乘質數，這意味著有比第n個質數更大的質數（即使不是質數，也能證明質數無窮，但不那麼直接。這兩個數除以前n個中的任何一個質數 p 時，都有餘數 1 或 p−1 ，因此不整除其中任何一數）。
事實上，歐幾里得的證明並沒有假設一個有限集合包含所有質數的存在。相反，他說：
```
consider any finite set of primes 
(not necessarily the first n primes;
 e.g. it could have been the set {3, 11, 47}),
 and then went on from there to the conclusion 
that at least one prime exists that is not in that set.
```

意思是：
考慮任何質數的有限集合（不一定是一開始的質數，例如，它可以是集合{3，11，47}），然後從兩個方面得到這樣的結論：至少存在一個不在該集合的質數。 （页面存档备份，存于）